# Futtjes
Futtjes (auch Futtjens, Futjes, Futjens, Pfütten, Feutens) sind ein traditionelles Fettgebäck der schleswig-holsteinischen Küche, das insbesondere im nördlichen Landesteil in der Adventszeit und zum Jahreswechsel verzehrt wird.

## Teig und Herstellung
Für die Futtjes gibt es eine Vielzahl an Rezeptabwandlungen; insbesondere auf den nordfriesischen Inseln und Halligen werden Familienrezepte und Verzehrgewohnheiten häufig von Generation zu Generation weitergegeben. Grundlage für das Fettgebäck ist in der Regel ein halbfester Hefeteig aus den Hauptbestandteilen Milch, Grieß, Eier, Mehl und Rosinen. Auch aus einem Brandteig oder einem Quarkteig können Futtjes hergestellt werden. An Gewürzen werden Kardamom, Muskatnuss, Vanille oder Zitronenabrieb hinzugefügt. Mit einem Esslöffel sticht man kleine Häufchen von der Teigmasse ab und lässt sie in einer Fritteuse oder in einem Topf in heißem Fett schwimmend ausbacken. Das fertige Gebäck wird noch heiß in Zucker gewälzt und zum Nachmittagskaffee gereicht oder zu einer süßen Fruchtsuppe gegessen. Ein ähnliches Fettgebäck gibt es im niedersächsischen Land Hadeln mit den Brunklüten. Nicht zu verwechseln sind die Futtjes dagegen mit den Holsteiner Förtchen, bei denen es sich um eine Mehlspeise handelt.

## Brauchtum
An der nordfriesischen Westküste sowie auf den Inseln und Halligen gehören die Futtjes vielfach zu den traditionellen Speisen zum Jahreswechsel. Die überlieferten Sprechgesänge, die beim Rummelpottlaufen vorgetragen werden, nehmen Bezug auf das Gebäck; beispielsweise durch die plattdeutschen Textzeilen „Rummel, rummel, ruttje, giv mi noch een Futtje! Krieg ik een, bliev ik stahn, krieg ik twee, will ik gahn. Krieg ik dree, wünsch ik Glück, dat de Köksch mit de Mors dörch de Schoosteen flücht.“ (Hochdeutsch: „Rummel, rummel, ruttje, gib mir noch einen Futtje! Bekomme ich einen, bleib’ ich stehen, bekomme ich zwei, will ich gehen. Bekomme ich drei, wünsche ich Glück, dass die Köchin mit dem Hintern durch den Schornstein fliegt.“)
In früheren Zeiten war es dementsprechend üblich, als süße Gabe Futtjes an die Rummelpottläufer zu verteilen. Teilweise wird heutzutage noch bzw. wieder an dieser Gepflogenheit festgehalten, häufiger jedoch werden Futtjes auf Weihnachtsmärkten und anderen Veranstaltungen in der Vorweihnachtszeit angeboten.